# Kjerulffjord
De Kjerulffjord is een fjord in het Nationaal park Noordoost-Groenland in het oosten van Groenland.

## Geografie
De fjord maakt deel uit van het fjordencomplex van de Koning Oscarfjord en de Keizer Frans Jozeffjord. De fjord mondt in het noorden uit in de Keizer Frans Jozeffjord. Hij is zuidwest-noordoost georiënteerd en heeft een lengte van meer dan 25 kilometer.
In het oosten wordt de fjord begrensd door het Suessland en in het westen door het Goodenoughland.

### Gletsjers
In de Kjerulffjord wateren meerdere gletsjers af, waaronder de Passagegletsjer.